# Don’t Get Around Much Anymore
Don’t Get Around Much Anymore ist eine Jazz-Komposition von Duke Ellington, mit dem Text von Bob Russell. Sie hieß ursprünglich „Never No Lament“ und wurde von Ellingtons Orchester 1940, mit dem Solisten Johnny Hodges, zum ersten Mal instrumental aufgenommen. Russells Text kam, ebenso wie der neue Titel, 1942 hinzu.
Zwei unterschiedliche Versionen von „Don’t Get Around Much Anymore“, zum einen von den Ink Spots (die 1942 mit dem Titel einen Hit in der neuen „Harlem Hit Parade“ hatten) und zum anderen von Ellington mit seinem Orchester, erreichten jeweils Platz 1 der Rhythm-and-Blues-Charts im Jahr 1943. Auch Glen Grays Casa Loma Orchestra erreichte im selben Jahr mit einer Aufnahme die Charts, gesungen von Kenny Sargent.
Duke Ellington nahm den Titel noch mehrmals auf, 1947 eine Vokalversion mit Al Hibbler, auf der 1976 erschienenen Platte Duke Ellington’s Jazz Violin Session, 1989 hinzugefügt auf eine Wiederveröffentlichung der 1973er Platte The Great Paris Concert.

## Musik und Text
Der Song handelt von Liebeskummer, der sich auf eine eigentümliche Weise mit Trotz paart. Die Komposition weist die AABA-Form auf. Das für Duke Ellington typische Thema steht in C-Dur und hat mit dem bewegt-absteigenden Anfangsmotiv einen großen Wiedererkennungswert.
Im A-Teil weist der Song eine typische Akkordprogression des Swing auf.
Die Akkorde lauten hier: / C / A7 / Dm7 / G7 / C / G7/

## Aufnahmen
- 1940 Duke Ellington: Never No Lament the Blanton-Webster Band
- 1943 The Ink Spots
- 1952 Milt Jackson: Wizard of the Vibes (Blue Note Records)
- 1957 Ella Fitzgerald Sings the Duke Ellington Songbook (Verve Records)
- 1957 Nat King Cole: Just One of Those Things
- 1961 Mel Tormé: The Duke Ellington and Count Basie Songbooks (Verve Records)
- 1961 Sam Cooke: My Kind of Blue
- 1961 Etta James: The Second Time Around (Argo Records)
- 1962 Duke Ellington: The Great Paris Concert (Atlantic)
- 1978 Willie Nelson: Stardust
- 1987 Paul McCartney: Snowa w SSSR
- 1989 Harry Connick, Jr.: When Harry Met Sally (Soundtrack)
- 1991 B.B. King: the King of the Blues (Compilation)
- 1991 Natalie Cole: Unforgettable... with Love
- 1995 Chicago: Night & Day Big Band
- 1996 Michael Bublé: BaBalu

Jazz-Einspielungen gibt es von Rex Stewart (1947), vom Modern Jazz Quartet mit Lou Donaldson (1953), von Ben Webster ebenfalls (1953), von Ella Fitzgerald begleitet vom Ellington Orchester auf dem Duke Ellington-Songbook-Album (1957). Außerdem June Christy auf Ballads for Night People (1959), Dave Brubecks All the Things We Are (1973) auf dem Album Don’t Get Around Much Anymore – Live at Bullerbyn (1975) unter anderem mit Rolf Ericson und Dick Morrissey sowie Stéphane Grappelli auf dem Album Just One of Those Things! (aufgenommen auf dem Montreux Jazz Festival 1973). Eine in der Tradition des Rock ’n’ Roll stehende Coverversion nahm Paul McCartney für sein Album Снова в СССР (1988) auf. Michael Bublé interpretierte den Song auf seinem Album BaBalu (2001), Rod Stewart auf As Time Goes By… The Great American Songbook Volume II (2003).